# Bronz

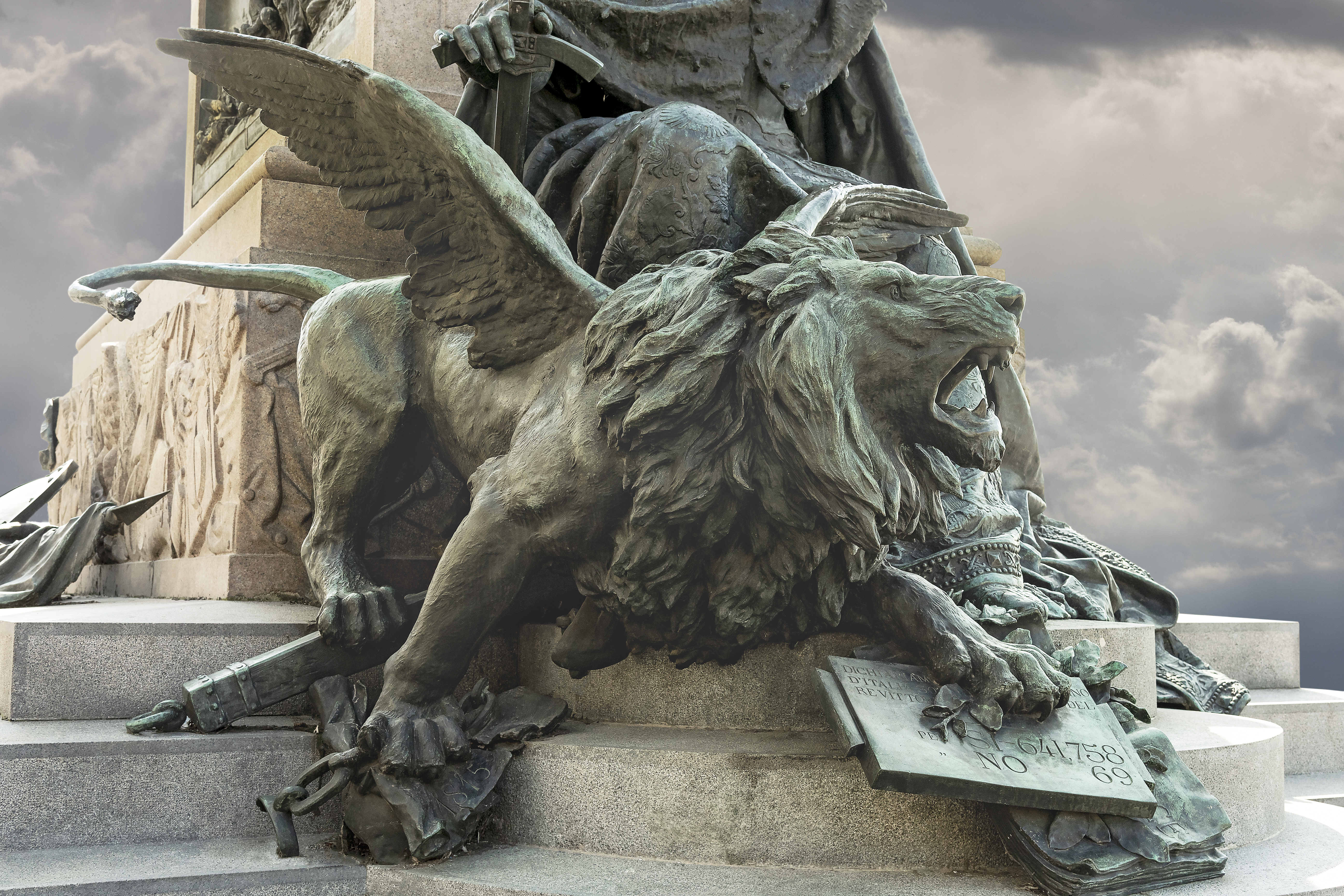
Socha lva z bronzu

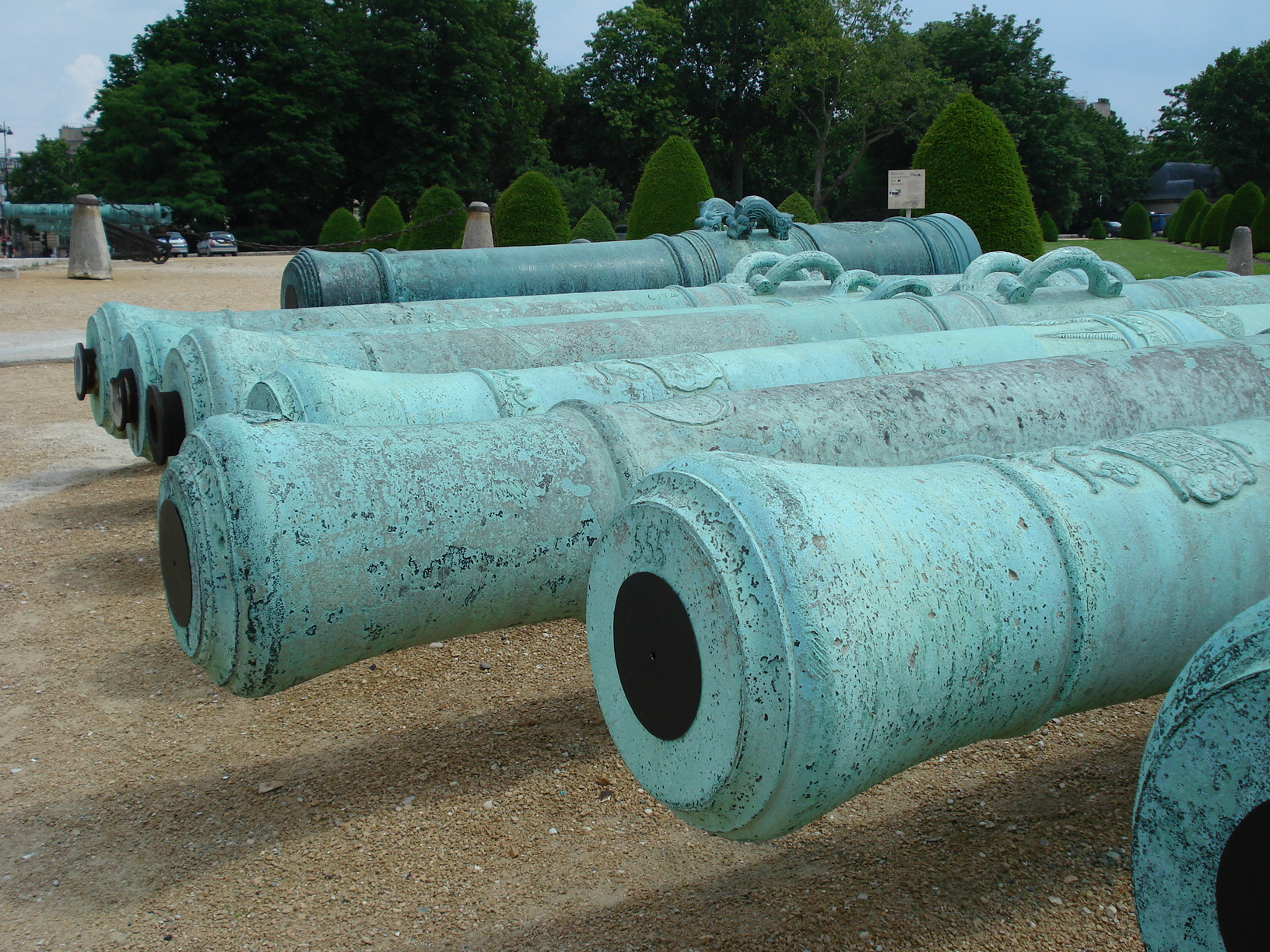
Hlavně děl z bronzu

Bronz je slitina mědi a cínu, případně i v malém množství jiných kovů jako např. hliníku, manganu, olova (kromě zinku, kdy se slitina nazývá mosaz). Starší český název pro bronz je spěž.

## Historie
Bronz a jeho vlastnosti byly objeveny již v pravěku. Pro dominantní použití při výrobě nástrojů, zbraní, ozdob i jiných předmětů se dokonce jedna epocha pravěku nazývá dobou bronzovou. Objev bronzu znamenal velký technologický pokrok ve výrobě nástrojů, zbraní a v nemalé míře i šperků. Proti čistým kovům se bronz totiž vyznačuje vyšší tvrdostí. Dnes se bronz využívá jen pro speciální účely a v sochařství.

## Druhy bronzů

### Cínový bronz

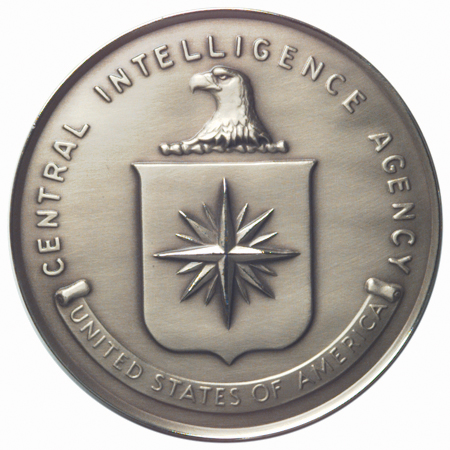
Bronzová medaile

Cínový bronz obsahuje nejvýše 33 % cínu, přičemž součet (Cu + Sn) má být nejméně 99 %. Cínové bronzy používané technicky mají cínu méně. Struktura cínového bronzu je složitá a jen obtížně se dosáhne rovnovážného stavu. Slitiny obsahující až asi 16 % Sn se skládají při 520 °C z tuhého roztoku α. Pod touto teplotou se rozpustnost cínu v mědi zmenšuje, pod 500 °C však nenastávají téměř žádné změny. Vlivem značného rozpětí mezi likvidem a solidem nastává při normálním chladnutí značné odlučování v krystalech α, a vyrovnání struktury difuzí se dosáhne jen dlouhodobým žíháním při 550 °C až 750 °C. Slitiny obsahující méně než 10 % cínu (asi do 8 % cínu) lze zpracovat tvářením, slitiny s deseti nebo více procenty cínu se zpracovávají litím. Hustota technicky použitelných tvářených cínových bronzů je asi 8,8 kg/dm3, u bronzů litých asi 8,6 kg/dm3. Elektrická vodivost je malá, neboť cín ji značně snižuje. U bronzů s 5 % cínu je konduktivita asi 10 m/Ωmm2 (10 S.m/mm2), u bronzů s 15 % Sn asi 5 m/Ωmm2. Odolnost cínových bronzů proti korozi je dobrá, téměř jako u mědi. Cínové bronzy se používají ve slévárenství a na výrobu kluzných ložisek.

### Tvářený cínový bronz

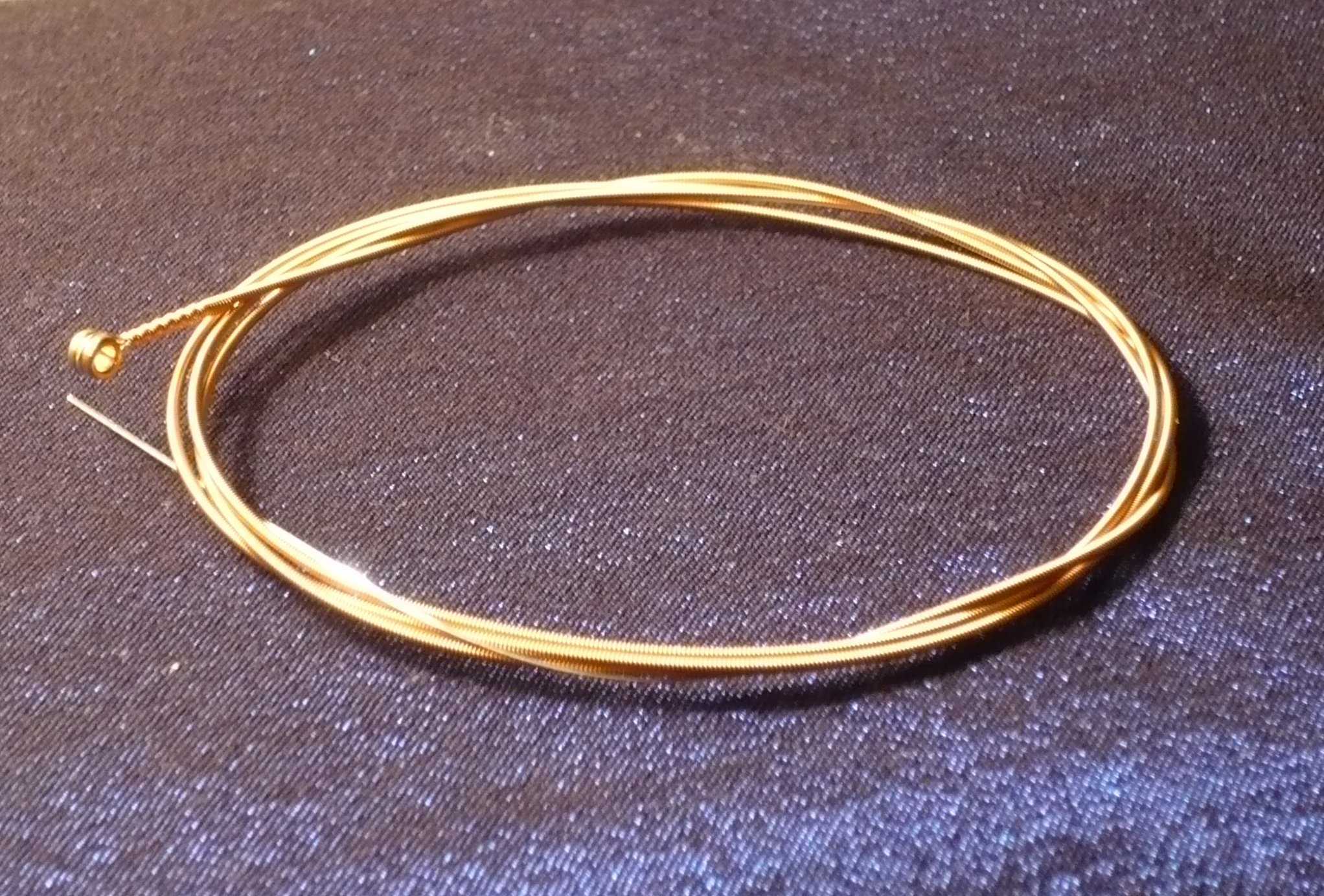
Kytarová struna z fosforového bronzu

Tvářené cínové bronzy mívají nejčastěji 6–9 % cínu. Při výrobě bronzu dochází často k oxidaci (okysličení), což se nepříznivě projevuje na jejich vlastnostech a je dobré nežádoucí kyslík odstranit. Odkysličují se obvykle fosforem (bronz fosforový), nejčastěji fosforovou mědí P—Cu (42 3018 asi s 10 % P). Stačí přísada několika setin procenta. Nejlepší vlastnosti má fosforový bronz, který má po odkysličení co nejméně fosforu. Jen tam, kde se požaduje co největší tvrdost a odolnost proti opotřebení (pružiny, trubky na ložisková pouzdra apod.), může být až asi 0,3 % fosforu. Plechy a pásy se válcují za tepla z desek, jejichž obsah fosforu smí být nejvýše 0,15 %. Proto je vhodnější válcování za studena. Desky se před válcováním homogenizují žíháním. Po válcování se musí plechy opět vyžíhat a rychle ochladit. Vyrábějí se plechy tloušťky až 0,1 mm.
Pérově tvrdé plechy z bronzu Cu—Sn 6, které jsou určeny k zhotovování kontaktů, musí být kovově čisté. Proto se musí plechy žíhat za nepřístupu vzduchu nebo se po žíhání moří ve zředěné kyselině dusičné. Bronzové dráty se vyrábějí až do průměru 0,03 mm. Cínové bronzy odolávají velmi dobře opotřebení.
Ohřevem bronzu tvářeného za studena na 300 °C pomalu klesá pevnost, největší měkkosti se dosáhne žíháním na 650 až 700 °C. Cínové bronzy se používají nejčastěji ve stavu litém. Struktura litých bronzů je značně nestejnoměrná, protože chladnutí po odlití je poměrně rychlé. Bronzy se vyrábějí v kelímkových nebo plamenných pecích. Do roztavené mědi se přidává ohřátý cín. Taveninu je třeba chránit před účinky vzduchu vrstvou práškového dřevěného uhlí. Odkysličuje se fosforem, popř. hořčíkem, křemíkem, manganem aj.

### Hliníkový bronz
Hliníkový bronz obsahuje nejčastěji 5 % Al. Hliník zvětšuje pevnost a tvrdost. Je-li hliníku asi do 9 %, rozpouští se v mědi a struktura slitiny se skládá pouze z krystalů α. Při větším obsahu Al vznikají také křehké krystaly γ' (Cu9Al4) a slitina je tvrdší a křehčí. Na vlastnosti hliníkových bronzů se strukturou složenou z krystalů (α+γ') má značný vliv rychlost chladnutí. Po rychlém ochlazení z 900 °C má slitina velkou pevnost (asi 80 kp/mm2 = cca 800 MPa), ale nepatrnou tažnost a kontrakci.
Tvářená slitina Cu—Al 5 má měrnou hmotnost asi 8,2 kg/dm3 a měrnou elektrickou vodivost asi 7 m/Ωmm2 (tj. měrný elektrický odpor cca 0,14 Ωmm2/m). Je velmi odolná proti korozi, žáru odolává asi do 800 °C. Kromě podvojných slitin se používají i hliníkové bronzy s dalšími přísadovými prvky. Mají vysokou odolnost proti kyselinám a louhům, používají se proto v agresivním prostředí. Vyrábějí se z nich také potrubí a kohouty pro přehřátou páru.

### Manganový bronz

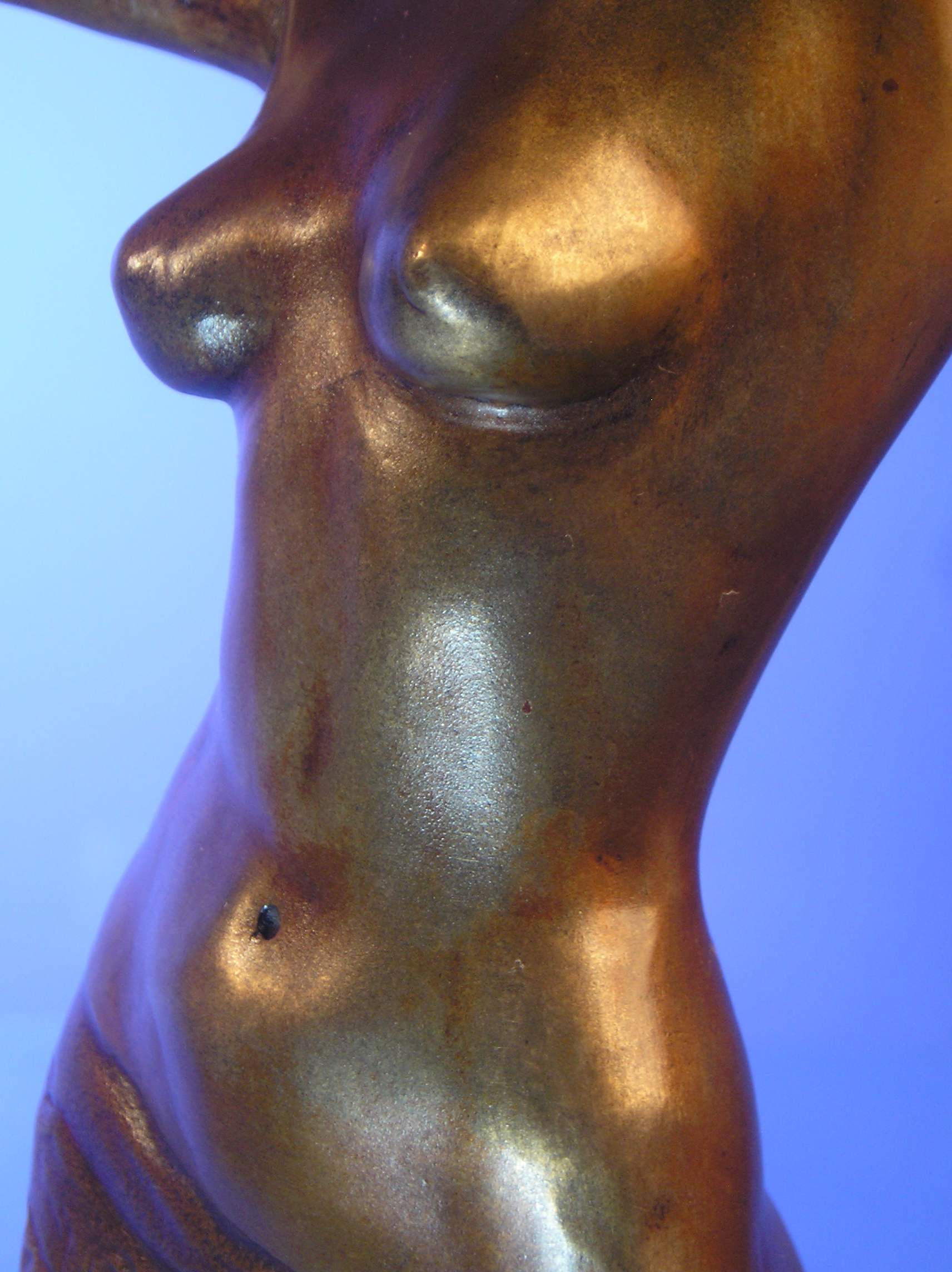
Bronzová socha

Manganové bronzy se užívají hlavně jako materiály na měřicí odpory.
Resistin, obsahující asi 15 % manganu, má měrný elektrický odpor asi 0,5 Ωmm2/m.
Známější je manganin (Cu—Mn 13—Ni, podle ČSN 42 3056). Jeho měrný odpor je asi 0,43 Ωmm2/m, teplotní součinitel odporu asi 1,5×10−5 a měrná termoelektrická síla proti mědi je velmi nízká (1 až 2 V na 1 °C). Po správném umělém vystárnutí zůstává hodnota odporu stálou ve velmi úzkých mezích po mnoho desetiletí. Manganinové odpory se hodí proto na nejpřesnější měřicí odpory (etalony, kompenzační měření apod.) i k měření malých hodnot napětí. Umělým stárnutím se odstraní vliv tváření za studena a dosáhne se ustálení struktury. Umělé stárnutí spočívá v ohřevu na 400 °C po dobu 1 hodiny v neutrálním ovzduší (v argonu nebo dusíku) za vyššího tlaku. Tímto opatřením se má omezit vypařování manganu z povrchu drátu, které se začíná projevovat již od 350 °C. Po pomalém vychladnutí se drát moří, aby se odstranila povrchová vrstva ochuzená o mangan, a pak se drát uloží na několik měsíců. Tímto novějším způsobem umělého stárnutí se získá ještě menší hodnota teplotního činitele odporu než při starším způsobu umělého stárnutí (ohřev na 140 °C po 24 hodin).
Manganin se dlouhodobě používá na odporové tlakové senzory pro tlaky v rozsahu 0,1 až 40 GPa. Jejich princip spočívá ve změně odporu slitiny působením tlaku. Tlakový součinitel je asi 2,7×10−11 Pa−1, neboli 2,7 % na 1 gigapascal (po umělém stárnutí). Čisté kovy se k tomuto účelu nehodí, protože jejich odpor se příliš mění s teplotou.
Isabelin obsahuje 13 % manganu, 3 % hliníku a zbytek tvoří měď. Obsah hliníku znesnadňuje měkké pájení. Podobné složení i vlastnosti má novokonstant (12 % manganu, 4 % hliníku, 1,5 % železa a zbytek měď).
Pozoruhodné jsou slitiny, jež obsahují při 20 nebo více procentech manganu přes 9 % Al. Jsou to tzv. Heuslerovy slitiny, které jsou feromagnetické, ačkoli neobsahují žádné železo.

### Niklový bronz
Jako odporové slitiny na měřicí odpory se používají také bronzy niklové. Je to především konstantan (Cu—Ni 45—Mn, podle ČSN 42 3065). Měrný elektrický odpor konstantanu se ve značném teplotním rozsahu mění velmi nepatrně, a to tak, že ho zpočátku poněkud ubývá. Teplotní součinitel elektrického odporu mezi 0 a 100 °C je asi 5×10−5. Nejvyšší teplota při použití konstantanu nemá přesáhnout 500 °C.
Konstantan se používá zejména na různé regulační a méně náročné měřicí odpory. Je též materiálem na termoelektrické články, neboť má proti mědi velkou termoelektrickou sílu 40 V/°C. Pro tuto vlastnost však nelze konstantanu použít v přístrojích na přesné měření velmi malých elektrických napětí.
Podobné slitiny s menším obsahem niklu, nazývané nikelin (např. typu Cu—Ni 30—Mn podle ČSN 42 3064, s 30 % Ni), jsou vhodné do 400 °C. Jejich měrný odpor je menší, asi 0,4 Ωmm2/m. Levnější jsou slitiny obsahující i zinek, mají však horší časovou stálost odporu a chemickou odolnost. Podobná slitina má např. složení: 55 % Cu, 30 % Ni, 15 % Zn. Tyto slitiny se hodí k méně náročnému použití (spouštěcí odpory aj.).
Nikl zvětšuje tvrdost bronzu a jeho odolnost proti korozi. Z niklových bronzů se vyrábějí kondenzační trubky pro agresivní vody. Pevnost slitiny se zvětšuje přísadou železa. Je-li ve slitině velký obsah niklu, trubky mají barvu světlou, jako stříbro.
Niklové bronzy s přísadou křemíku jsou vytvrzovatelné (cuprodur). Vytvrzený cuprodur má velkou pevnost a tažnost nejen za normální teploty, ale i za teploty vyšší, a zejména za teplot velmi nízkých, až —200 °C. Jeho elektrická vodivost je 11 až 26 m/Ωmm2 (vyšších hodnot se dosahuje u slitiny vytvrzené). Cuprodur je velmi odolný proti korozi a dobře tvárný. Hodí se i na šrouby a matice pro velmi nízké teploty.

### Elektrovodný bronz

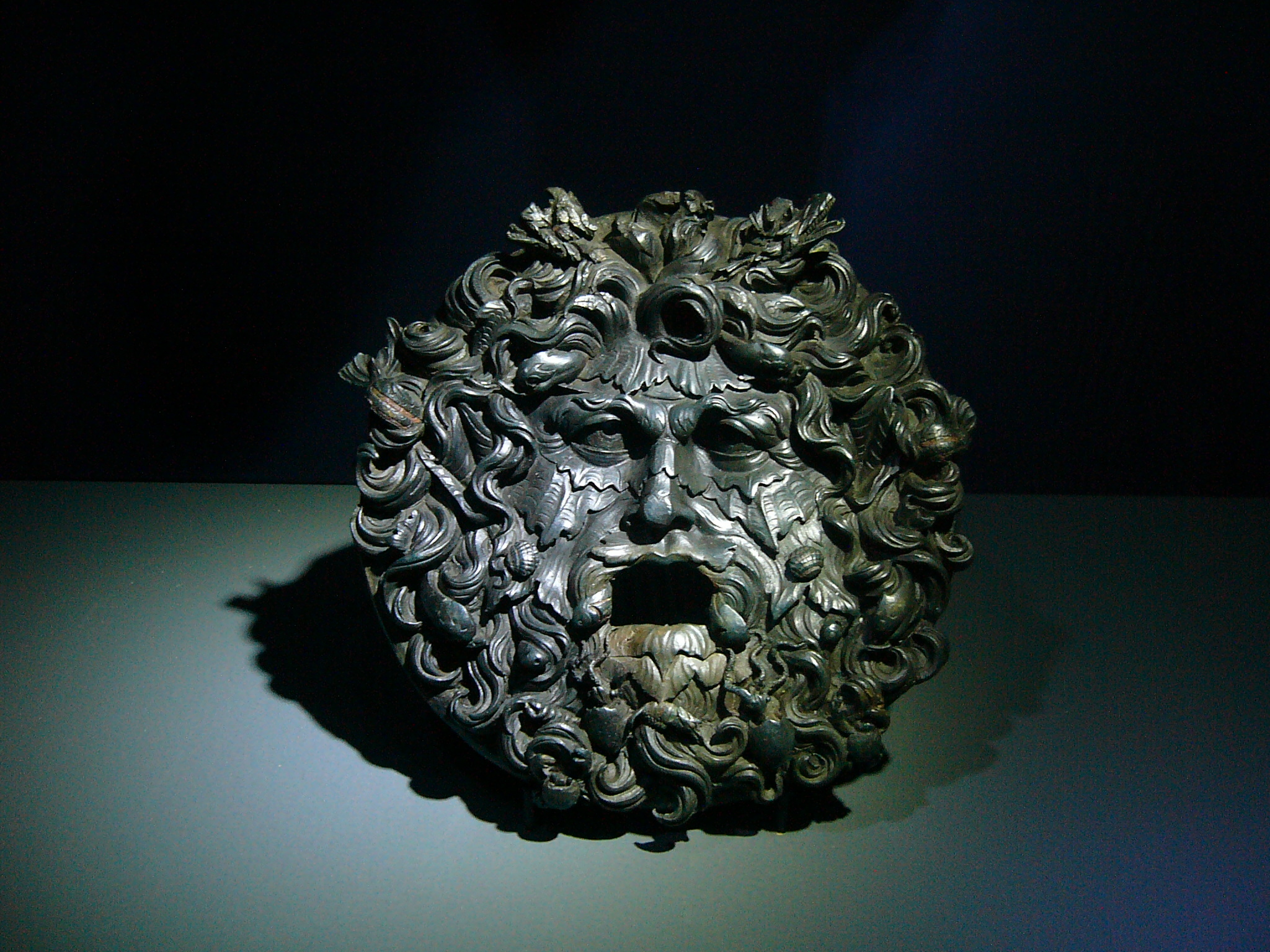
Bronzová maska (Řím)

Elektrovodné bronzy se používají na sdělovací vedení, na elektrody bodových a švových svařovacích strojů apod. Jako telegrafních čili poštovních bronzů (42 3019) se často používá slitin s kadmiem, které mají při značné pevnosti i dobrou vodivost. Například kadmiový bronz s 1 % Cd dosahuje tvářením za studena pevnosti asi 70 kp/mm2 při vodivosti asi 45 m/ Ωmm2; je to asi 80 % vodivosti mědi. Kadmium je zároveň dobrým odkysličovadlem.
Velké požadavky na pevnost a zejména na odolnost proti opotřebení při dostatečné vodivosti jsou u elektrod pro svařovací stroje bodové i švové. Náležitá pevnost a odolnost proti opotřebení musí být zachována i při vyšších teplotách. Na elektrody pro svařování oceli se používá bronzů Cu—Ag 4—Cd (42 3290), které mají vodivost asi 48m/Ωmm2 a svou pevnost a odolnost proti opotřebení si udržují asi do 300 °C. Jinou vhodnou slitinou je vytvrzovatelný chromový bronz asi s 1 % Cr, s obdobnými vlastnostmi. Vytvrzuje se zakalením z teploty asi 900 °C a umělým stárnutím při 450 °C po 2 hodiny. Bronzy obsahující asi 2,5 % kobaltu a 0,5 % berylia se hodí pro provozní teploty do 400 °C. Jsou také vytvrzovatelné, mají asi poloviční vodivost než měď, jsou však značně drahé.
Velmi dobře se osvědčují elektrody ze spékaného wolframového prášku, napuštěného mědí (80 % W+ + 20 % Cu), které však nepatří mezi bronzy.
Do této kategorie také spadá tzv. trolejový bronz, jenž je používán pro výstavbu trolejových vedení užívaných v dopravě.

### Beryliový bronz
Beryliové bronzy se mohou uplatnit tam, kde jsou vysoké požadavky na mechanické vlastnosti při velké vodivosti. Obvykle se nepoužívá slitin podvojných; kromě 0,5 až 2,3 % berylia obsahují také nikl, železo, kobalt, chrom aj. Beryliové bronzy jsou vytvrzovatelné. Při 864 °C se v mědi rozpouští asi 2,7 % Be, za normální teploty však méně než 0,2 %. Vytvrzují se ochlazením z 800 °C ve vodě (po němž může následovat tváření za studena) a umělým stárnutím při 300 °C po 2 až 3 hodiny.
Vytvrzený pérový bronz má pevnost asi 140 kp/mm2 při tažnosti asi 3 %. Kromě velké pevnosti, a to i za vyšších teplot, jsou beryliové bronzy značně odolné proti korozi a proti opotřebení, mají vysokou mez únavy i v korodujícím prostředí, vysokou mez tečení, jsou nemagnetické a dobře elektricky vodivé. Velmi dobrou vodivost má např. slitina se 2 % Ni a 0,5 % Be. Hodí se hlavně na pružiny pracující v korozním prostředí, na ventily čerpadel na louhy, na kuličky korozivzdorných kuličkových ložisek (asi 2 % Be + Ni), na nástroje, které při nárazu nesmějí jiskřit (asi 2 % Be), na velmi namáhané elektrody bodových a švových svářeček apod.

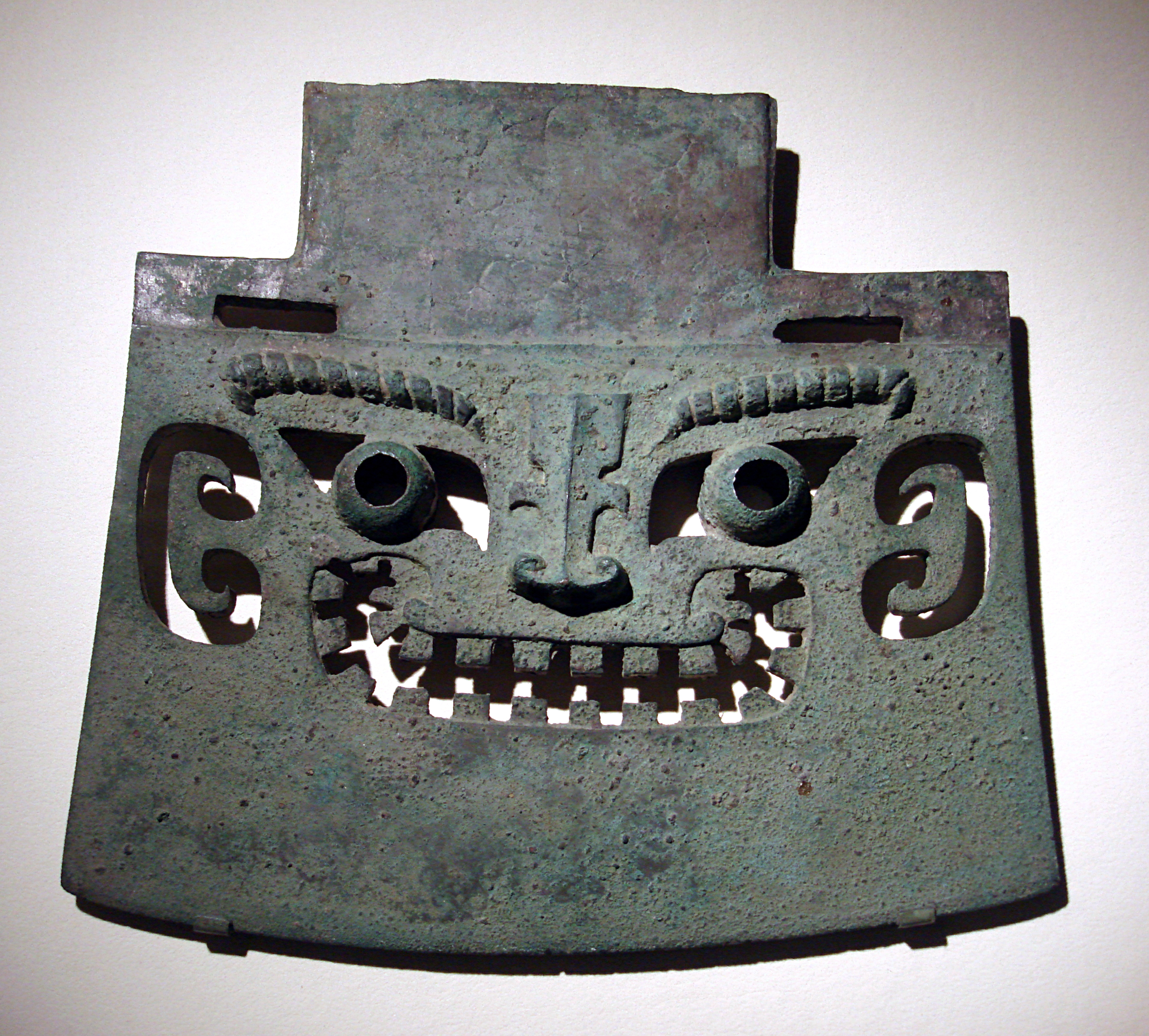
Historická bronzová sekera (Čína)

### Olověný bronz
Olověné bronzy jsou slitiny mědi s olovem, jehož bývá nejvýše asi 38 %. a popř. s dalšími kovy, hlavně s cínem; někdy se přidává i Ni, Zn nebo Mn, které mají zlepšit stejnoměrnost struktury. Olověné bronzy slouží hlavně jako kovy ložiskové. V tuhém stavu je rozpustnost olova v mědi nepatrná a pro značný rozdíl měrných hmotností obou kovů může nastat odměšování olova. U ložiskových kovů se požaduje, aby v pevné základní měděné hmotě bylo olovo jemně rozptýleno. Z olověných bronzů se buď odlévají celé ložiskové pánve nebo se jimi vylévají pánve ocelové. Olověné bronzy s přísadou cínu a až 10 % Pb se hodí jak na vylévání opěrných ocelových pánví, tak na odlitky celých pánví, kdežto olověných bronzů bez cínu, s 20 až 40 % Pb, dá se použít jen na vylévání opěrných ocelových pánví. Vylévané pánve, obvykle tenkostěnné, s velmi tenkou výstelkou z olověného bronzu. Jsou lepší než plnostěnné, neboť spojují velkou pevnost ocelové opěrné pánve s dobrými kluznými vlastnostmi olověného bronzu a kromě toho se uspoří neželezné kovy. Pánve vylité olověným bronzem se používají pro velmi namáhaná ložiska, kde je měrný tlak větší než 100 kp/cm2. Nejvyšší přípustné měrné tlaky jsou 300 až 400 kp/cm2, někdy i více, největší obvodové rychlosti do 10 m/s.

### Červený bronz
Červené bronzy jsou slitiny mědi, cínu, zinku a často též olova, které zlepšuje obrobitelnost. Jsou určeny na výrobu odlitků používaných tam, kde se nehodí šedá litina pro malou odolnost proti korozi apod.

### Arsenový bronz
V pravěku a starověku byl vyráběn arsenový bronz (též arsenová měď), který byl tvrdší než čistá měď a srovnatelný s bronzem. Jeho používání bylo prokázáno např. na lokalitě Gíza na osídlení stavitelů pyramid. Arsenový bronz se používal na nástroje, zatímco cínový bronz byl jako vzácnější používán především na nádoby.

### Další druhy bronzů
Zvláštním druhem bronzu je dělovina, slitina mědi a 10 % cínu určená k výrobě houževnatých odlitků dělových hlavní historických zbraní.
Jinou zvláštní slitinou je také zvonovina určená pro výrobu kostelních zvonů.
Další zvláštní slitinou je zrcadlovina (speculum), skládá se ze dvou dílů mědi (cca 66,7 %) a jednoho dílu cínu (cca 33,3 %). Sloužila pro výrobu zrcadel raných astronomických dalekohledů.